# Bouharoun
Bouharoun (em árabe: بوهارون) é uma comuna localizada na província de Tipasa, Argélia. Sua população estimada em 2008 era de 9 922 habitantes.